# توم وليامز (لاعب كرة قاعدة)
توم وليامز (بالإنجليزية: Tom Williams)‏ هو لاعب كرة قاعدة أمريكي، ولد في 19 أغسطس 1870 في Minersville, Ohio ‏ في الولايات المتحدة، وتوفي في 27 يوليو 1940 في كولومبوس في الولايات المتحدة.

## وصلات خارجية
- توماس وليامز على موقعبيزبول رفرنس.كوم (الدوري الرئيسي) (الإنجليزية)